# Hajo Conring
Hajo Conring (* 18. Oktober 1616 in Norden; † 31. Dezember 1666 in Aurich) war Doktor beider Rechte und ostfriesischer Vizehofrichter.
Conrings Eltern waren der Landrentmeister Jost Conring und dessen Ehefrau M. H. von Cankebeer, eine Tochter des Hofgerichts-Assessors Quirinus von Cankebeer.
Er studierte ab 1633 an der Universität Franeker Jura, ab 1635 in Utrecht, ab 1637 in Leiden und ab 1640 in Orléans. So konnte er den Wirren des Dreißigjährigen Krieges in Deutschland ausweichen. 1645 wurde er Hofgerichtsbeisitzer in Ostfriesland und 1655 Vizehofrichter.
Das Hofgericht war auf Druck der Landstände vom Grafen  eingerichtet worden. Vorsitzender war immer ein Adeliger, was zu Conrings Zeiten Freiherr Carl Friedrich zu Inn- und Knyphausen war. Dieser war aber auch Präsident der Landstände, so dass Conring faktisch dem Gericht vorstand.

## Werke
Hajo Conring schrieb drei Bücher, von denen mindestens zwei im Druck erschienen.
- Observationes et Praeiudicia dicasterio Ostfrisico (Damit wurde das Erbrecht über mehr als ein Jahrhundert beeinflusst)[2]
- Racemationes et Florum Sparsiones ad quattuor Libros Institutionum

Die Werke wurden von Johann Friedrich Polmann überarbeitet und kommentiert, Rotermund nennt die Bearbeitung aber fehlerhaft und sehr unrichtig (Mehr zu den Fehlern bei Tjaden).